# Flughafen Qimei

i7
i11
i13
| Jahr | Flugbe- wegungen | Passagiere | Fracht (in t) |
| ---- | ---------------- | ---------- | ------------- |
| 2001 | 1.868            | 26.609     | 18,1          |
| 2005 | 1.761            | 20.855     | 63,3          |
| 2006 | 1.802            | 22.661     | 50,5          |
| 2007 | 1.836            | 20.996     | 32,7          |
| 2008 | 1.796            | 22.178     | 22,7          |
| 2009 | 2.022            | 26.606     | 17,3          |
| 2010 | 1.946            | 24.638     | 16,6          |
| 2011 | 1.918            | 25.017     | 19,3          |
| 2012 | 1.894            | 25.035     | 25,7          |
| 2013 | 1.884            | 25.813     | 23,7          |
| 2014 | 1.966            | 25.980     | 20,9          |
| 2015 | 1.594            | 18.518     | 12,9          |
| 2016 | 1.464            | 16.074     | 7,0           |

Der Flughafen Qimei (chinesisch 七美機場, Pinyin Qīměi Jīchǎng, IATA-Code: CMJ, ICAO-Code: RCCM) ist ein kleiner Flughafen in der Republik China (Taiwan). Er liegt auf der Insel Qimei (identisch mit der Gemeinde Qimei), die zu den Penghu-Inseln (Pescadoren) gehört.

## Geschichte
In den 1970er Jahren beschlossen die Verwaltungsbehörden von Penghu, einen Flughafen auf der Insel Qimei zu errichten, um die Luftverkehrsanbindung der Inseln zu verbessern. Im Jahr 1977 wurde der Flughafen in Betrieb genommen. Die einzigen Linienverbindungen bestanden zwischen dem ebenfalls im Jahr 1977 eröffneten Flughafen auf der Nachbarinsel Magong und dem Flughafen Kaohsiung. Der Linienverkehr wurde zunächst durch Yong-Xing Airlines (1987 umbenannt in Formosa Airlines) betrieben. Ab 1998 kam Taiwan Airlines (ab 1998 aufgegangen in Uni Air) hinzu.
1991 wurde der Flughafen Qimei administrativ dem Nachbarflughafen Magong unterstellt. Mit dem 11. Mai 1996 ging der Betrieb des Flughafens vom Landkreis Penghu auf die Taiwanische Zivilluftfahrtbehörde (CAA) über. 1993/94 wurde ein neues Flughafen-Gebäude errichtet und 1996 die in die Jahre gekommene Start- und Landebahn aus Asphalt durch eine Bahn aus Beton ersetzt.

## Aktuelle Situation
Aktuell bestehen als einzige Linienflugverbindungen regelmäßige Flüge durch Uni Air von und zum Flughafen auf der Nachbarinsel Magong und zum Flughafen Kaohsiung. Im Jahr 2016 wurden 16.074 Passagiere befördert.

## Flugunfälle
Bisher kam es zu keinen größeren Unfällen am oder in der Nähe des Flughafens.